# Municipio de Cerro Azul
El municipio de Cerro Azul es un municipio del estado de Veracruz, en la República Mexicana. Pertenece a la zona norte del estado, en la región de la Huasteca Baja, aproximadamente a 40 km del golfo de México, a la altura de la laguna de Tamiahua, en el km 60 de la carretera 180, conocida como "Tuxpan-Tampico". Cerro Azul está relativamente cerca de los puertos de Tuxpan (a unos 60 km por carretera, 43 km en línea recta) y de Tampico (a 137 km por carretera, 114 km en línea recta). Su cabecera es la localidad de Cerro Azul.
El municipio que se extiende por un área de más de 91 km². Colinda al norte con el municipio de Tancoco, al sureste con el municipio de Temapache, al este con el municipio de Tamiahua y al suroeste con el municipio de Tepetzintla, municipio al cual perteneció antes del año 1963. Las actividades principales son la ganadería y el petróleo.

## Historia

### Inicios de Cerro Azul
Los inicios del lugar se remontan a febrero de 1916; fecha en la que brotó el, para entonces, pozo más grande del mundo entre los terrenos de Toteco y Cerro Azul; el pozo n.° 4, que pertenecían a la Huasteca Petroleum Company. Edward L. Doheny lo había logrado, llevaba ya un tiempo en la búsqueda de petróleo y el pozo n.°4, fue el hecho que catapultó a Cerro Azul hasta alcanzar fama a nivel mundial.
Cerro Azul pertenecía al municipio de Tepetzintla en aquel entonces.

### Comité Pro Cambio de cabecera municipal de Tepetzintla a Cerro Azul
Para el año 1954 existían problemas significativos respecto a pertenecer al municipio de Tepetzintla, estos orillaron a un puñado de cerroazulences a optar por demandar el cambio de cabecera municipal, por lo que, con la ayuda de personal de Pemex, se llevaron a cabo una serie de trabajos técnicos, levantamientos topográficos y fotogrametría de las localidades de Tepetzintla y Cerro Azul; esto con el fin de describir a detalle la infraestructura, habitantes y medios de comunicación de ambas.
Para septiembre del mismo año, dicho estudio fue entregado al Gobierno Estatal; en aquel entonces encabezado por Marco Antonio Muñoz.
Pasaron un par de años sin respuesta positiva por parte de ese y del siguiente gobierno estatal, a cargo de Antonio M. Quirasco.

### Movimiento Pro elevación de Cerro Azul a municipio libre
En vistas de la poca respuesta a la anterior propuesta otro grupo de locales; conformados por trabajadores petroleros, comerciantes y maestros, a cargo de don Arístides Arbona Sandoval; formó un nuevo comité, este con el fin de demandar la independencia de Cerro Azul como municipio libre; se preparó la nueva propuesta y seis meses después se hizo llegar a gobierno del estado un expediente que contenía detallada información del rumbo que se le debía dar a Cerro Azul y a su vez garantizaba la sustentabilidad y estabilidad del aclamado municipio emergente.
Para el año 1960, Cerro Azul era ya el mayor generador de ingresos del municipio de Tepetzintla, pero esto no se veía reflejado en su situación y en su progreso, por lo que los ánimos aumentaban; el pueblo demandaba un cambio. Por este motivo a partir de tal fecha, el movimiento ahora a cargo de Aniceto Castillo Vásquez, inició una huelga en el pago de impuestos a la tesorería municipal.
No es hasta enero de 1963; cuando el gobernador recién entrado en cargo, el Lic. Fernando López Arias, en su primera gira por la zona norte; recibe una solicitud de audiencia por parte del movimiento pro elevación de Cerro Azul y la acepta.
El día 25 de enero, 20 integrantes del comité acuden a dicha audiencia de la que salen con palabras alentadoras; el gobernador les dice que analizará con detenimiento la propuesta de Cerro Azul y de una par de poblaciones en la misma situación y la resolución será en estricto apego a la ley.

### Cerro Azul: Municipio Libre
Es miércoles 27 de noviembre de 1963, Aniceto Castillo recibe una llamada del diputado Héctor Sequera confirmado que la 46.ª Legislatura del Estado de Veracruz ha elevado a Cerro Azul a la categoría de Municipio. El pueblo jubiloso al enterarse acudió al parque principal.
El 1 de diciembre del mismo año, se instaló el Consejo Municipal, el cual fue presidido por Don José María Beltrán, enviado directo del gobierno estatal que fungía como Director de Gobernación del Estado. El siguiente año se renovarían alcaldías, tomando posesión el 1 de diciembre como primer presidente constitucional de Cerro Azul, el Sr. Aniceto Castillo Vásquez.
Años después, en 1983, Cerro Azul obtiene la categoría de Ciudad.

## Demografía

### Principales localidades
| Localidad                           | Población |
| ----------------------------------- | --------- |
| Cerro Azul                          | 22 268    |
| Juan Felipe                         | 874       |
| Piedra Labrada                      | 592       |
| La Campechana                       | 440       |
| La colonia Morelos (El Veinticinco) | 393       |
| Resto de localidades                | 1 235     |

### Límites municipales
Tiene límites administrativos con los siguientes municipios, según su ubicación:
|                       | Norte: Tancoco |                    |
|                       |                | Este: Tamiahua     |
| Suroeste: Tepetzintla |                | Sureste: Temapache |

## Clima
Cálido húmedo con abundantes lluvias en verano (70%) y cálido subhúmedo con lluvias en verano (30%).
| Rango de temperatura   | 23-36 °C     |
| Rango de precipitación | 1400-1600 mm |

## Economía
Sus principales actividades son la agricultura, ganadería, comercio y el petróleo.

### Producción petrolera
Desde 1906, se explotó el lugar en busca de petróleo cuando todavía el poblado pertenecía al municipio de Tepetzintla. El 10 de febrero de 1916 se perforó el pozo Cerro Azul N.° 4, localizado en los terrenos de Toteco y Cerro Azul, propiedad de la Huasteca Petroleum Company. Al llegar a la profundidad de 545 metros, arrojó la tubería del pozo, destrozó la torre y alcanzó la altura de 180 metros. Lo primero que salió fue gas con una presión constante. La producción del Cerro Azul N.º 4, al 31 de diciembre de 1921, alcanzó más de 57 millones de barriles. En la actualidad este pozo famoso fluye con 17 barriles diarios y junto con el Casino N.º 7 y el Potrero del Llano N.º 4 han sido de los pozos más productivos a nivel mundial.[cita requerida]

## Educación
La ciudad cuenta con educación superior en el Instituto Tecnológico de Cerro Azul, que tiene certificación de calidad en la educación y reconocimiento nacional. En educación media superior se cuenta con el Centro de Bachillerato Tecnológico Industrial y el Servicios CBTis 30 y en educación secundaria existen tres secundarias muy reconocidas en la región, la Escuela Secundaria General N.°1 "Constituyentes de Queretaro", la Escuela Secundaria General N.°2 "Jesús Romero Flores" y la Secundaria Técnica N.° 87.
Su primera institución educativa fue la Escuela Primaria "Ejercito Mexicano". Actualmente existen más de 9 primarias y 6 jardines de niños.

## Cultura
Los cristianos celebran el nacimiento de Jesús y su resurrección recordando así quien dio su vida por el mundo, todo esto es recordado gracias al Espíritu Santo.
El Día de Muertos, cuando los hogares de quienes han perdido a un ser querido se adornan con los famosos altares, en el primer nivel se colocan los comestibles y bebidas, en el segundo las reliquias que recuerdan a los fallecidos y en el último una cruz o la imagen de un santo. Es la mejor época para probar los típicos tamales de la zona y calabaza en dulce. Siempre hay concursos para premiar el mejor de los altares. En estos días la gente venera a sus difuntos haciendo ofrendas en los cementerios, y en el ambiente se respiran los aromas de la flor de muerto, cempasúchil, el copal y el olor a pólvora de los cohetes con que se ameniza la fiesta.

### Musica
Durante muchos años Cerro Azul a contado con grandes talentos en el ámbito musical desde los años 70 agrupaciones como, Los Cabas, Los Faraones, Super Lobo, Trío Oriente, y actualmente con el Trío más solicitado y más versátil de la región Trío Centauros, quienes además de interpretar música moderna, contemporánea, además interpretan música huasteca siendo esta la música tradicional de esta región, además de ser el primer y único trío que interpretan estos sones con los instrumentos propios de esta música (violín).

## Gastronomía
La gastronomía típica de la ciudad está representada por los tamales huastecos, los bocoles, el zacahuil, los chamitles o cuiches, el mole rojo, el mondongo y el pozole rojo.

## Monumentos históricos
- Monumento al Cura Miguel Hidalgo.
- Monumento al Maestro.
- Monumento a la Madre.
- Monumento a Benito Juárez.
- Monumento a Lázaro Cárdenas.
- Monumento a José María Morelos y Pavón.

## Fiestas
Entre los meses de abril o mayo se realiza el carnaval con duración de una semana, en el que se hace desfile de carros alegóricos, comparsa, además de la presentación de artistas invitados. El 17 de mayo se realiza la fiesta en honor a San Pascual Bailón, en donde se hace la tradicional quema de fuegos pirotécnicos, además de los juegos mecánicos ubicados en los terrenos de la feria.

## Infraestructura deportiva
- Estadio de fútbol "Carlos Hermosillo", hogar de los plateados de cerro azul equipo de fútbol profesional. Lugar de grandes eventos deportivos de diversas escuelas.
- Estadio de sóftbol "Alfredo Vargas Altamirano": Lugar donde tradicionalmente se llevaban a cabo las celebraciones del 18 de marzo, 16 de septiembre y 20 de noviembre con majestuosos desfiles que terminaban en este sitio; donde participaban las escuelas primarias, secundarias y preparatorias de la zona.
- 'Estadio de béisbol "Graciano Bello Ruiz".
- Cancha de básquetbol "Rafael Osuna": Localizado en el centro de la ciudad, justo arriba del mercado.

## Gobierno

### Presidentes de Cerro Azul
- Aniceto Castillo Vázquez (1964-1967)[1][8]
- Gabriel Osorio Cardenete (1967-1970)
- Catarino Guzmán Alarcón (1970-1973)
- José Luis Sánchez Segura (1973-1976)
- Arnulfo Román Calderón (1976-1979)
- David Alejandre Zaleta (1979-1982).
- Isidoro Olvera Gavidia (1982-1985).
- Francisco Olazarán Hernández (1985-1988).
- José Luis Sánchez Segura (1988-1991).
- Adrián Pérez Vázquez (1991-1994).
- Juan Gómez Gómez (1994-1997).
- Carlos Michel Pulido (1997-2000).
- Ariel Viniegra Mogica (2000-2004).
- Bruno Vera Casanova (2005-2007).
- Reynaldo Mora Nuñez(2007-2010).
- José Luis Terán Intriago(2010-2013).
- Ludivyna Ramírez Ahumada (2013-2017)
- Carlos Vicente Reyes Juárez (2018-2021)
- Francisco Javier Medina Del Ángel  (2022-2025)